# What Every Woman Wants (film 1919)
What Every Woman Wants è un film muto del 1919 diretto da Jesse D. Hampton. Prodotto dalla Jesse D. Hampton Productions, il film era interpretato da Wilfred Lucas, Grace Darmond, Forrest Stanley, Percy Challenger, Bertram Grassby, Barbara Tennant, Claire Du Brey, Charles K. French.

## Trama
Gloria Graham è una giovane stenografa sempre molto elegante perché crede che i bei vestiti potranno assicurarle successo sociale. Per il momento, tutto quello spendere per gli abiti alla moda l'ha portata solo a essere piena di debiti. Quando, dalla Francia, riceve la notizia che il fidanzato, Philip Belden, è rimasto ucciso in guerra, Gloria sposa per il suo denaro Horace Lennon, il principale. Il matrimonio, però, non è felice: il marito le è infedele e lei scopre che i begli abiti da soli non creano successo. Intanto, la notizia della morte di Philip si rivela falsa. Il giovane, infatti, era stato creduto morto perché era stato internato in un campo di prigionia tedesco. Quando lui ritorna dall'Europa, si presenta a casa di Gloria ma i due vengono separati, perché lei viene arrestata, accusata di aver sparato al marito che, in realtà, è stato ucciso accidentalmente dalla cameriera. Quando finalmente la verità viene a galla, la giovane viene assolta e può finalmente riunirsi all'amato Philip.

## Produzione
Il film fu prodotto dalla Jesse D. Hampton Productions.

## Distribuzione

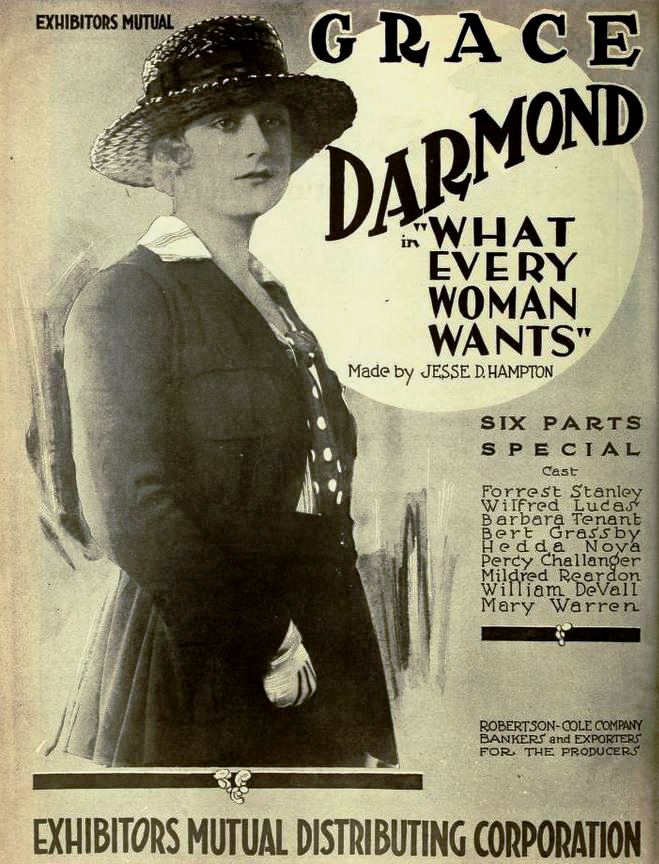
Pubblicità su Moving Picture World, 25 gennaio 1919. Vi appare la lunghezza del film in sei rulli e il nome di Hedda Nova

Distribuito dalla Robertson-Cole Distributing Corporation e dalla Exhibitors Mutual Distributing Company, il film uscì nelle sale cinematografiche statunitensi il 23 febbraio 1919. Le prime pubblicità riportano la lunghezza del film in sei rulli, ma le riviste la riducono in cinque. Prima della distribuzione in sala, nel ruolo della cameriera - che poi sarebbe stato attribuito a Claire Du Brey - veniva citata l'attrice Hedda Nova.
Non si conoscono copie ancora esistenti della pellicola che viene considerata presumibilmente perduta.